# Saumane, Gard
Saumane là một xã trong vùng Occitanie. Xã Saumane, Gard nằm ở khu vực có độ cao trung bình 324 mét trên mực nước biển.